# Lars Rey
Lars Rey, född den 29 november 1935, är en svensk affärsman med ämbetsmannaförflutet, för närvarande bosatt i Krylbo, Avesta kommun. Rey har haft ledande administrativa positioner inom svensk rymd- och energiforskning.

## Rymdforskning
1960 hade Rey efter civilingenjörsexamen och värnplikt vid flygvapnets F8 anställts på flygförvaltningens robotbyrå. 
En svensk 18-mannakommitté för rymdforskning hade bildats i maj 1959 (SKR) med Lamek Hulthén (1909-1995) som ordförande. Bland andra namnkunniga fanns Hannes Alfvén, Nicolai Herlofson, Bertil Lindblad och Bert Bolin. Dess uppgift var att ta fram ett försöksprogram och en sondraketbas i Sverige. Man bestämde sig snabbt för att studera nattlysande moln. 1960 hade detta avancerat så att fem st amerikanska Arcas-raketer var tillgängliga för försök vid Kungliga Flygförvaltningens robotbas RFN. Bert Bolin hade för att ta fram försöksprogram engagerat civiling Lennart Lübeck, som dock fick värnpliktsförhinder, så i stället anställdes Lars Rey som ersättare.
Rey hamnade hos Bert Bolin på meteorologiska institutionen vid Stockholms universitet. Här kom han att få hand om raketavskjutningarna från Kronogård 1962 i närheten av Nausta för uppskjutning av raketer som skulle undersöka de nattlysande molnen.
Rymdbolaget, numera SSC är ett svenskt företag som bildades av riksdagen 1972 för att vara verkställande organ för Statens Delegation för Rymdverksamhet). Bolaget bildades av raketbasen Esrange och den Rymdtekniska Gruppen (RTG) i Solna. Esrange var under perioden 1966-1972 en europeisk anläggning, som 1972 övergick i svensk ägo. RTG hade under perioden 1962-1972 olika huvudmän bl.a. Meteorologiska Institutionen vid Stockholms Universitet. RTG genomförde bl.a. de uppsändningar av forskningsraketer som skedde från Nausta och Kronogård vid Vidselfältet under somrarna 1961-1964. Här fanns 1969 såväl Lübeck som Rey, vilka båda då lämnade verksamheten.

## Tjänstemannakarriär
Dessa meriter ledde till Industridepartementet, där Rey gjorde karriär och fick hand om fortsatta rymdforskningssatsningar. När Nämnden för energiproduktionsforskning, NE bildades 1975, fick han uppdraget att bygga upp och leda dess verksamhet. Det varade till 1981, då han i samband med en omorganisation valde att gå över till egen verksamhet. Han tog med sig sin sekreterare, som senare blev fru Inger Rey.

## Entreprenör
Rey blev energikonsult i egen regi och övertog företaget Pulverbränsle AB i Nynäshamn. På 1980-talet var makarna Rey ägare till Sveriges enda fabrik för tillverkning av träpulverbränsle. I början av 1990-talet började de titta på möjligheter att bygga en ny fabrik för att effektivisera och utöka processen. Bolaget skrev avtal med Drefviken Energi AB i oktober 1992 om bränsleleveranser till säsongen 1993/94 och den planerade produktionsanläggningen beräknades kräva 13 miljoner kronor. Paret satsade egna besparingar och fick flera aktörer att delta i projektfinansieringen, där staten var den största att bidra med pengar. 
I december 1992 beviljade Skandinaviska Enskilda Banken 5,8 miljoner kronor som lån till projektet, men avbröt de etappvisa utbetalningarna av lånet i ett kritiskt skede, utan att ange någon giltig anledning. Inte heller underrättades övriga projektfinansiärer (Nutek, Utvecklingsfonden i Dalarna och makarna Rey) om att banken avsåg att inte betala ut hela det beviljade lånet. Bankens agerande ledde till Pulverbränsles konkurs och en långdragen rättslig process. Makarna Rey hamnade i små omständigheter i en lägenhet i Krylbo i Dalarna. Sitt ena hus sålde de för att kunna betala advokatarvoden, det andra huset såldes på exekutiv auktion, framtvingad av banken. Målet togs till vidare rättslig prövning av Europadomstolen, vars beslut kom först i december 2007.